# Электрификация железных дорог Карельского перешейка

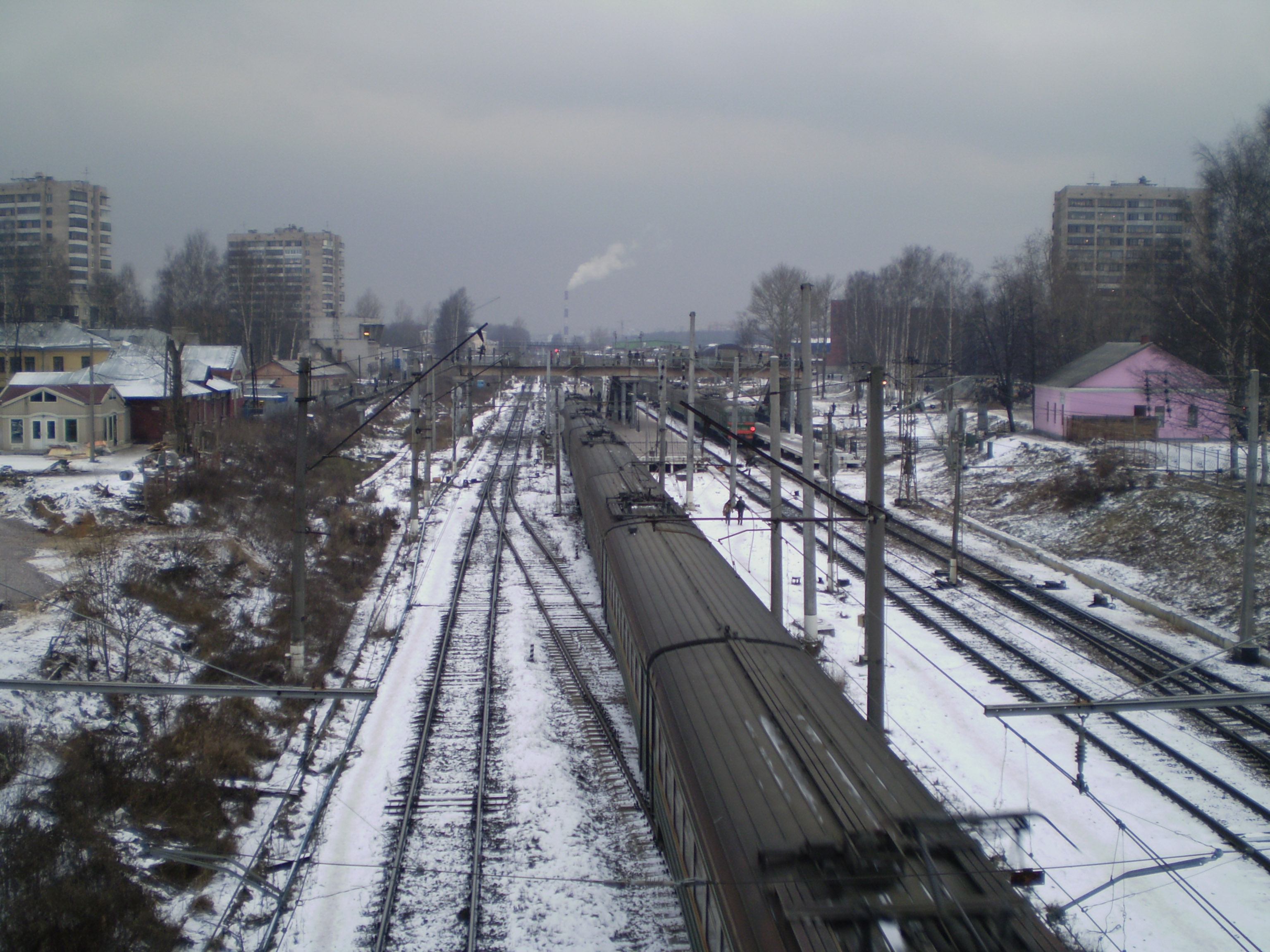
Контактная сеть на станции Пискарёвка

Электрификация железных дорог на Карельском перешейке началась в 1950 году и продолжается по настоящее время.
Электрификация участка Ленинград — Зеленогорск (50 км) проводилась на основании Постановления Совета Министров СССР номер 858—316 от 4 марта 1950 года. Началом проведения работ можно считать приказ Министра путей сообщения Бещева номер 176/Ц от 17 мая 1950 года. Окончательный проект был составлен в институте Ленгипротранс инженерами Келтуяла и Мазурским.
4 августа 1951 года в 1 час 50 минут от перрона Финляндского вокзала в пробную поездку под управлением машиниста Н. А. Арсеньева отправился первый электропоезд. Первый поезд с пассажирами отправился днём под управлением машиниста-инструктора А. Н. Романова. В тот же день был введен в действие регулярный график движения, который предусматривал курсирование четырёх сцепов. Всего суточный график был рассчитан на 13 пар поездов, которые следовали до станции Зеленогорск. Для обслуживания новой электрифицированной линии на Ленинград-Финляндском отделении были созданы тогда моторвагонное депо и участок энергоснабжения.
Ночью 1 июня 1952 года от платформы Финляндского вокзала отошел первый пробный электропоезд, следовавший в Белоостров через Ланскую и Сестрорецк. В тот же день с утра на всем этом участке началось регулярное движение, было отправлено 28 пар электрических поездов. Они перевезли около 30 тысяч ленинградцев.

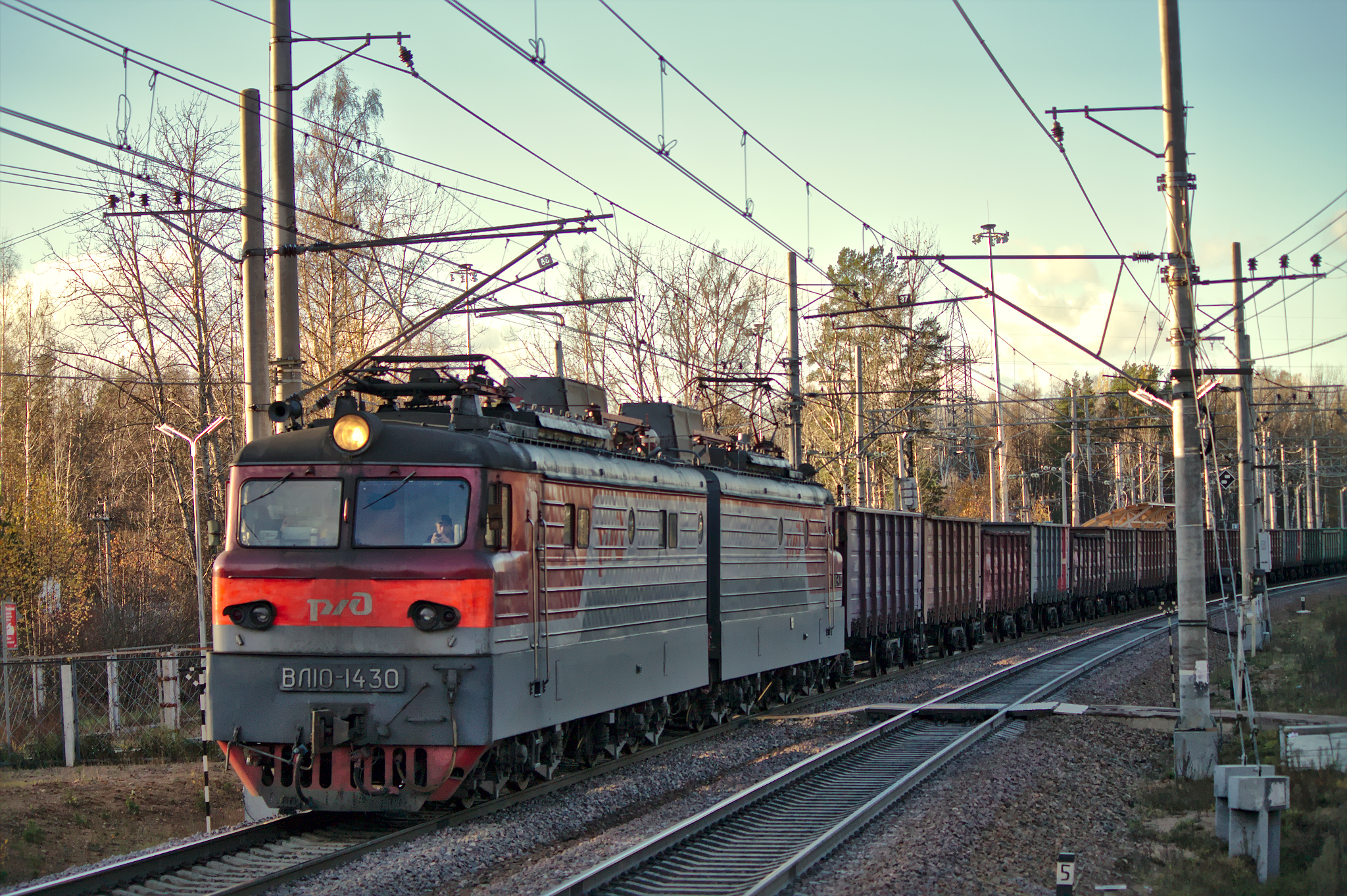
Электровоз ВЛ10 с грузовым поездом на станции Ушково, 2013

В марте 1952 года, были закончены работы по электрификации участка между станциями Зеленогорск и Ушково. В 1954 году работы по электрификации данного направления продолжились, и к летнему сезону электропоезда уже следовали от Ленинграда до станции Рощино.
21 мая 1958 года началось регулярное движение пригородных электросекций на участке Ленинград — Мельничный Ручей. Время в пути пригородного электропоезда от Ленинграда до Мельничного Ручья стало составлять 36 минут против 1 часа 3 минут при паровой тяге.

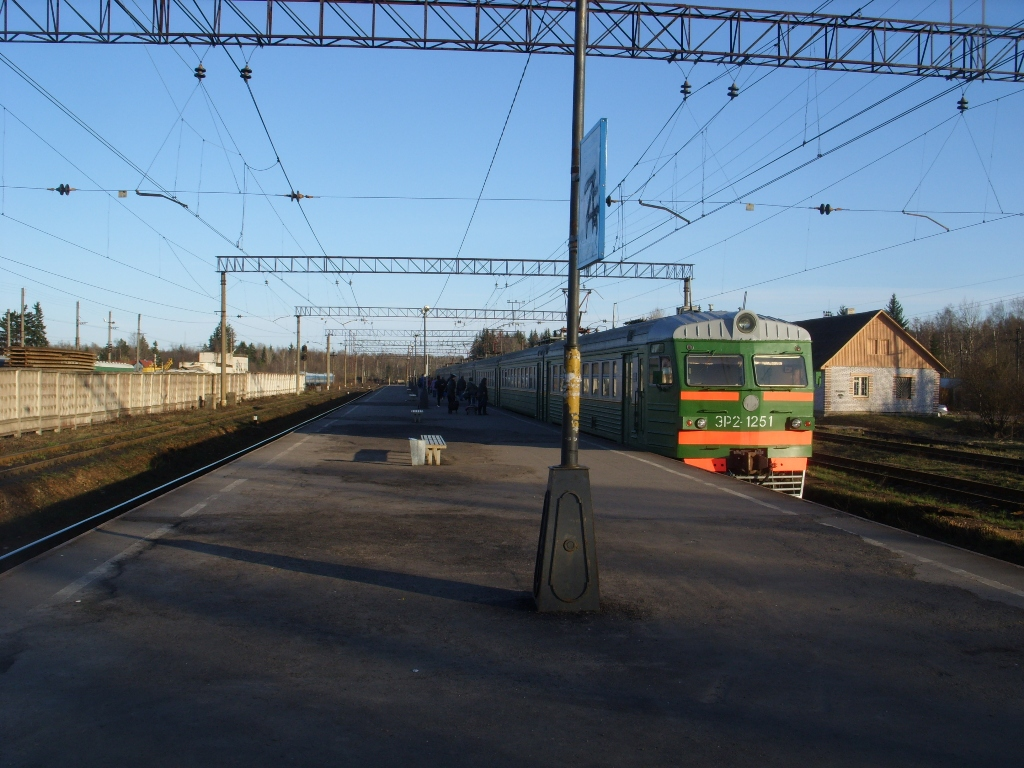
Электропоезд ЭР2 на станции Пери, 2010

Утром 22 июля 1958 года от четвёртой платформы Финляндского вокзала отправился электропоезд в пробный рейс по новому электрифицированному участку Пискарёвка — Пери. Впервые на Ленинградском узле здесь были установлены конические центрофугированные железобетонные опоры контактной сети. Начала работу тяговая подстанция на станции Пери. Открытие регулярного движения электросекций на участке Ленинград — Пери состоялось 25 июля 1958 года. 8 января 1959 года пошли электропоезда до станции Васкелово. А уже 12 августа 1959 года открылось регулярное движение электросекций до станции Сосново.
Первая электричка до Ладожского Озера была пущена 29 сентября 1966 года. 25 октября 1967 года вступил в строй электрифицированный участок Мельничный Ручей — Невская Дубровка, началось регулярное движение электропоездов. Был окончен перевод Ириновского направления с дизельной на электрическую тягу в пригородном движении.
В 1968 году были закончены работы по электрификации участка Рощино — Кирилловское. Были возведены высокие платформы на 63км, Горьковской, Каннельярви (по одной) и в Кирилловском (две). Горячая обкатка участка состоялась 4 ноября, а с 6 ноября до Кирилловского началось регулярное движение электропоездов от Ленинграда. 6 ноября 1969 года, от платформы Выборгского вокзала в Ленинград отправился первый электропоезд. До этого связь между городами осуществлялась паровозами, а с середины 50-х годов — тепловозами.
В 1973 году производились работы по электрификации участков Глухоозерская — Дача Долгорукова — Полюстрово — Ручьи и т. н. Парнасской соединительной ветви Ручьи — Парнас — Парголово, с целью перевода грузового движения в направлении Ленинград-сортировочный-Московский — Выборг на электротягу. Перевод с тепловозов ТЭ3 в грузовом движении на электровозы ВЛ23 депо Ленинград-сорт-Московский произошел здесь в январе 1974 года.

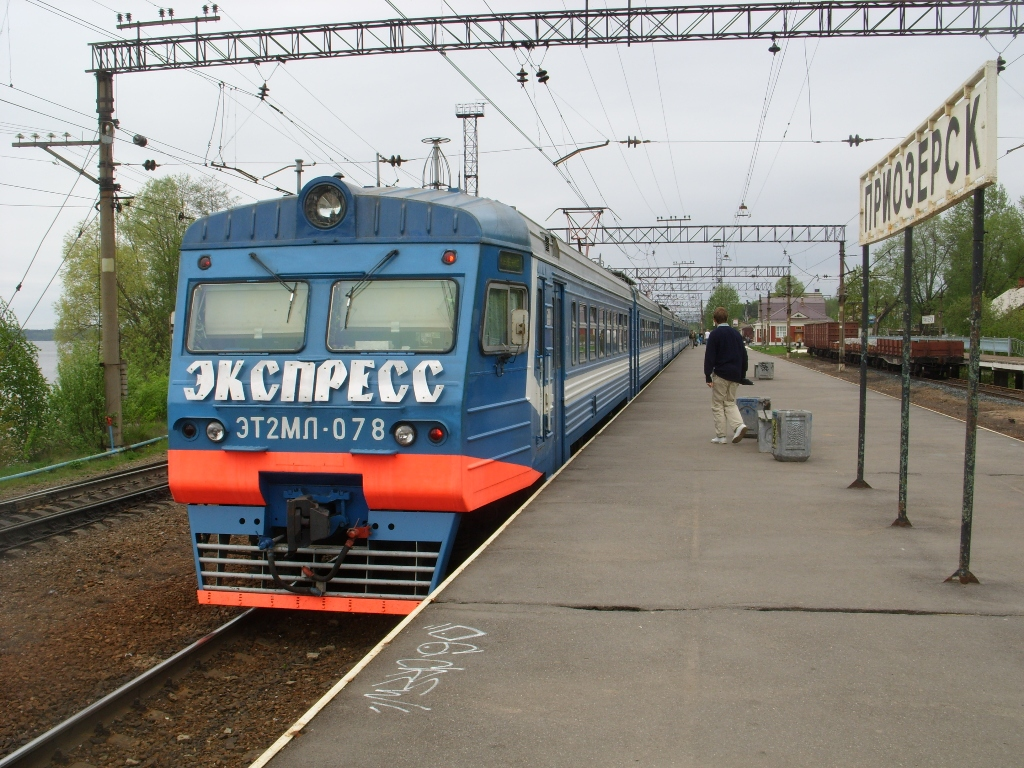
Электропоезд-экспресс на станции Приозерск, 2010

Во второй половине 1975 года активно велись работы по электрификации участка Сосново — Приозерск. Пробный электропоезд пришёл в Приозерск в канун нового 1976 года. Регулярное движение электропоездов на участке было организовано лишь в январе 1976 года. 3 ноября 1976 года к сформированному на ст. Кузнечное грузовому поезду впервые был подан электровоз. В этот день была произведена «горячая» обкатка участка Приозерск — Кузнечное. 7 декабря 1976 года состоялся перевод грузового движения на участке Ленинград-сорт.-Московский — Кузнечное на электротягу.
А в ноябре 1977 года первая пробная электричка с членами Госкомиссии совершила поездку по новому электрифицированному участку Выборг — Лужайка — Госграница. 6 июня 1978 года состоялось торжественное открытие прямого электрифицированного сообщения между СССР и Финляндией.
В 1981 году была осуществлена электрификация участков от станции Ручьи до Поста 2 км, от станции Ржевка до Заневского Поста и далее до станции Дача Долгорукова. В 1982 году была произведена электрификация от Заневского Поста до станции Горы. Первые грузовые поезда под электротягой были пущены по ветке в декабре 1982 года. Во второй половине 1983 года по участку Ржевка — Горы прошел пробный электропоезд. Однако, до середине 1980-х пассажирское сообщение на участке Ржевка — Горы продолжало под предлогом отсутствия (кроме о.п. Колтуши) высоких платформ на участке осуществляться дизель-поездом Д1 ТЧ Выборг.
В 2004 году в связи с реконструкцией железнодорожных подходов к портам острова Высоцкий были произведены работы по электрификации вновь построенной соединительной ветви от Выборгского хода к Большой Приморке, а также электрификации последней на участке от блок-поста 164 км до станции Попово и ответвления от Попово до новой станции Пихтовая. Таким образом новый электрифицированный участок протянулся практически от станции Верхне-Черкасово (блок-пост 123км) до станции Пихтовая. Открытие соединительного пути между блок-постами 123-го и 164 км состоялось 23 декабря 2004 года. В 2006 году были продолжены работы по электрификации участка Пихтовая — Высоцк под грузовое движение.